# Liu Chunhong
Liu Chunhong (chiń. upr. 刘春红; chiń. trad. 劉春紅; pinyin Liú Chūnhóng; ur. 29 stycznia 1985 w Yantai) – chińska sztangistka, dwukrotna mistrzyni olimpijska, dwukrotna mistrzyni świata.
Startuje w kategorii do 69 kg. Mistrzyni olimpijska z 2004 i 2008 roku (medal z 2008 roku został jej odebrany za stosowanie dopingu). Mistrzyni Igrzysk Azjatyckich z 2002 i 2010 roku oraz wielokrotna rekordzistka świata w kategorii do 69 kg.

## Osiągnięcia
| Rok  | Zawody               | Miasto     | Miejsce | Kategoria | Wynik  |
| ---- | -------------------- | ---------- | ------- | --------- | ------ |
| 2003 | Mistrzostwa świata   | Vancouver  | 1       | do 69 kg  | 270 kg |
| 2004 | Igrzyska olimpijskie | Ateny      | 1       | do 69 kg  | 275 kg |
| 2005 | Mistrzostwa świata   | Doha       | 1       | do 75 kg  | 285 kg |
| 2007 | Mistrzostwa świata   | Chiang Mai | 2       | do 69 kg  | 271 kg |
| 2008 | Igrzyska olimpijskie | Pekin      | 1       | do 69 kg  | 286 kg |